# Jicchak Sade
Jicchak Sade (hebrejsky: יצחק שדה, rodným jménem Jicchak Landsberg; 19. srpna 1890 – 21. srpna 1952) byl židovský voják, jeden ze zakladatelů jednotek Palmach, velitel Hagany a spolutvůrce izraelské armády. Byl známý také pod přezdívkou „ha-Zaken“ (Stařec).

## Biografie
Narodil se v Lublinu v Ruském impériu a během první světové války sloužil v ruské armádě, v níž byl vyznamenán za statečnost a povýšen na velitele praporu. Roku 1920 přesídlil pod dojmem zpráv o smrti Josefa Trumpeldora (s nímž se osobně znal) do tehdejší mandátní Palestiny. Zde si pohebrejštil příjmení na Sade (Pole). Okamžitě se zapojil do činnosti židovských jednotek Hagana. V roce 1921 se účastnil prvního kurzu pro velitele Hagany konaného v Tel Avivu a v Kfar Gil'adi.

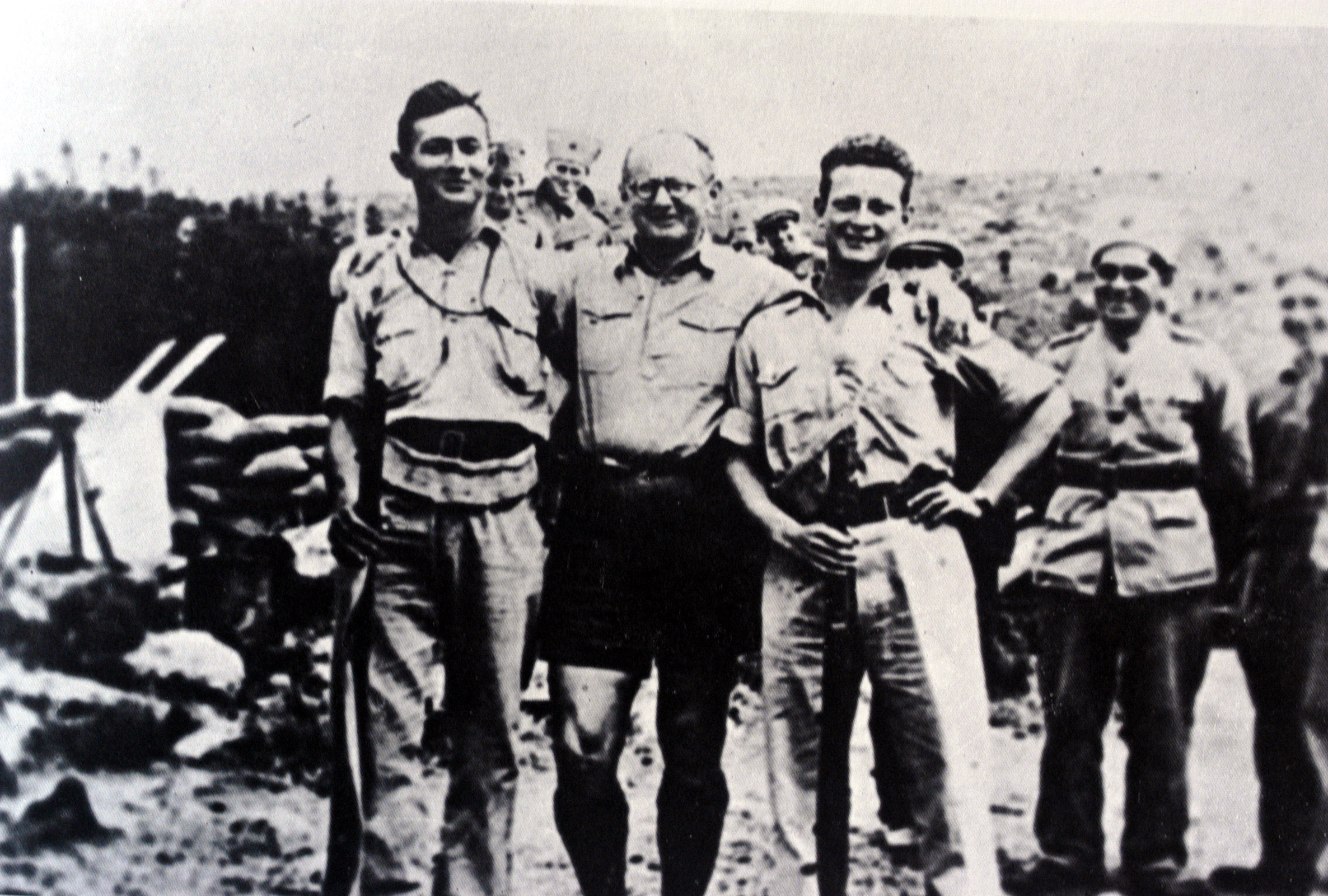
Jicchak Sade v roce 1938 při zakládání kibucu Chanita, po jeho levici Jigal Alon, po pravici Moše Dajan

V Palestině založil pracovní oddíly Gdud ha-Avoda, které tvořily kolektivy židovské mládeže nasazované na veřejné práce na výstavbě dopravní infrastruktury nebo židovských osad. Po vypuknutí arabského povstání v roce 1936 se zapojil na velitelské úrovni do činnosti Hagany. V ní prosazoval ofenzivní politiku spočívající v odvetných výpadech proti arabským ozbrojencům. První takový protiúder podnikla pod jeho velením Hagana v červnu 1936, kdy speciální jednotka ha-Nodedet zasáhla v Judských horách v okolí Jeruzalému. Hagana se koncem 30. let 20. století také podílela na zakládání nových opevněných osad typu Hradba a věž. Jicchak Sade se tak přímo účastnil například na zřizování kibucu Chanita na libanonských hranicích.
Brzy nato se stal i jedním ze zakladatelů elitních židovských jednotek Palmach, jejichž prvním velitelem se stal roku 1941. V této době se zároveň podílel na přípravě plánů na případnou obranu severní Palestiny před očekávaným nacistickým útokem.
Od roku 1945 byl pověřen velením Hagany. V tomto období koordinoval židovský odboj proti pokračující britské vládě.
Během války za nezávislost v roce 1948 osobně velel některým operacím. Šlo například o obranu vesnice Mišmar ha-Emek v dubnu 1948. Pak se účastnil bojů o Jeruzalém. V červenci 1948 velel přímo části vojsk při Operaci Danny východně od Tel Avivu. Koncem téhož roku řídil útok na egyptské vojsko v Negevu.
Na konci války se stáhl z aktivní vojenské služby. Ovlivnil ale výrazně podobu rodící se izraelské armády. V penzi se věnoval publicistice a psaní memoárů. Zemřel 21. srpna roku 1952 a je pohřben v kibucu Giv'at Brenner.